# Venere in pelliccia (opera teatrale)
Venere in pelliccia (Venus in Fur) è un'opera teatrale del drammaturgo statunitense David Ives, liberamente tratta dall'omonimo romanzo di Leopold von Sacher-Masoch e portata al debutto a New York nel 2010.

## Trama
Thomas Novachek, un giovane regista e drammaturgo, ha in cantiere una nuova opera teatrale pronta per il debutto sulle scene newyorchesi, una riduzione di Venere in pelliccia di Leopold von Sacher-Masoch. Al termine di una lunga e infruttuosa giornata di provini per individuare l'attrice principale, Thomas lamenta che nessuna tra tutte coloro che hanno sostenuto l'audizione sia all'altezza del ruolo di Wanda von Dunayev, la protagonista. A quel punto bussa alla porta una giovane ed eccentrica attrice, che chiede insistentemente di fare il provino; Thomas rifiuta a causa dell'eccessivo ritardo con cui la donna si è presentata; tuttavia un violento temporale non gli permette di lasciare l'edificio, così Thomas è costretto a farle sostenere l'audizione.
La donna, che si presenta col nome di Vanda Jordan, appare in un primo momento rozza e maleducata, del tutto inadatta al ruolo per cui concorre; tuttavia, nel recitare la parte, si rivela un'attrice di grande talento, ricca di spunti originali sull'opera e sul personaggio. Superata la freddezza iniziale, tra Thomas e Vanda si stabilisce un ambiguo legame: il regista si unisce a lei nella lettura del copione, impersonando lo scrittore Severin von Kushemski. Col passare del tempo, i ruoli dei due si invertono e Vanda diventa l'esigente artistica con ordini precisi da eseguire, mentre Thomas perde terreno e autorità; la donna lo convince a reinserire la scena dell'apparizione di Venere al protagonista, da lui tagliata perché troppo femminista, e pian piano lo mette di fronte al suo latente e vergognoso maschilismo.
Ormai soggiogato da Vanda, Thomas lascia che la donna lo umili al punto da costringerlo a telefonare alla sua fidanzata per lasciarla; in seguito si fa legare da lei a un palo per un presunto gioco erotico: in realtà subito dopo la donna si rivela essere la dea Venere in persona, venuta a vendicarsi per i soprusi dell'uomo sulle donne. Dopo avere recitato dei versi in Greco antico tratti dalle Baccanti di Euripide, Vanda/Venere scompare nel nulla lasciando Thomas al proprio destino.

## Storia degli allestimenti
La pièce fecce il suo debutto nel gennaio 2010, in scena al Classic Stage Company dell'Off Broadway newyorchese; Walter Bobbie curava la regia, mentre Nina Arianda e Wes Bentley interpretavano Vanda e Thomas. Viste le recensioni positive, la produzione fu trasferita al Samuel J. Friedman Theatre di Broadway dall'9 novembre 2011 al 17 giugno 2012, per un totale di 128 rappresentazioni. Hugh Dancy rimpiazzò Bentley nel ruolo di Thomas, mentre Arianda tornò a ricoprire il ruolo di Vanda, che le valse il Tony Award alla miglior attrice protagonista in un'opera teatrale.
Da allora l'opera è stata riproposta numerose volte negli Stati Uniti e in tutto il mondo. Nel 2013 Venere in pelliccia fece il suo debutto australiano a Queensland e quello canadese a Toronto, mentre nel 2014 debuttò in Francia con il titolo La Vénus à la fourrure.
La prima italiana è andata in scena al Teatro Fortuna di Fano il 3 aprile 2016, per la regia di Valter Malosti, che interpretava anche il ruolo di Thomas; accanto a lui nel cast, Sabrina Impacciatore interpretava Vanda. La produzione è successivamente andata in tournée italiana, toccando, tra gli altri, Cremona, Milano, Torino e Bari tra il 2017 e il 2018. La traduzione del testo era di Masolino D'Amico. Nel 2017 la pièce è andata in scena anche a Londra, all'Haymarket Theatre, per la regia di Patrick Marber e Natalie Dormer e David Oakes nel cast.

## Adattamento cinematografico
Nel 2012 Roman Polanski ne ha realizzato un adattamento cinematografico omonimo, con Emmanuelle Seigner e Mathieu Amalric.

## Edizioni italiane
- Venere in pelliccia, traduzione di Masolino D'Amico, Collezione di teatro n.87, Milano, Biblioteca Universale Rizzoli, 2013, ISBN 978-8817070362.